# Networked Media Tank
Networked Media Tank — разработанная компанией Syabas программная платформа для стационарных медиаплееров. Под этим же брендом распространяются некоторые устройства, построенные на данной платформе.

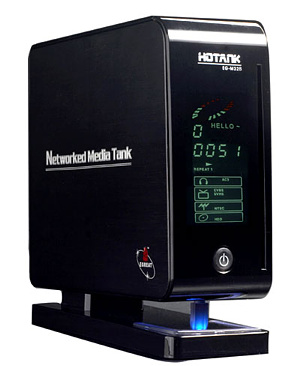
Плеер Egreat EG-M32B на платформе Networked Media Tank.

В платформе используется ядро Linux. Плееры, использующие Networked Media Tank, предназначены для проигрывания HD-видео по сети, либо с встроенных или внешних накопителей. Такие плееры также обладают функциональностью NAS (домашнего сетевого хранилища), в том числе могут самостоятельно скачивать файлы с использованием различных сетевых протоколов, в частности BitTorrent.
Изначально платформа разрабатывалась компанией для использования в собственных HD-плеерах Popcorn Hour. Сейчас платформа Networked Media Tank кроме прочих используется в HD-плеерах eGreat,
Digitek HDX,
Kaiboer, BBK и Iconbit